# Menzel Bouzelfa
Menzel Bouzelfa este un oraș în Guvernoratul Nabeul, Tunisia.